# قضية سيراليني

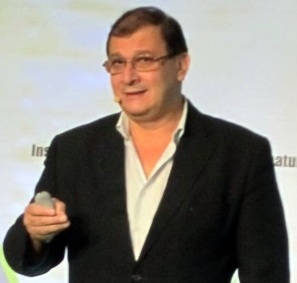
عالم الأحياء الجزيئية جيل إريك سيراليني في عام 2015

قضية سيراليني (بالإنجليزية: Séralini affair)‏هي الحادثة التي أثارت الكثير من الجدل في الأوساط العلمية بعد نشر، وسحب، وإعادة نشر مقال صحفي كتبه عالم الأحياء الجزيئية الفرنسي جيل سيراليني، وتناول فيه نتائج ورقة بحثية ادعت وجود تأثيرات ضارة للكائنات المعدلة وراثيًا على فئران التجارب.
نشرت مجلة الغذاء وعلم السموم الكيميائية في سبتمبر 2012 مقالًا بقلم عالم الأحياء الجزيئية جيل إريك سيراليني قدم فيه دراسة تغذية أجريت على فئران المختبر لمدة عامين، ورصدت حدوث زيادة في معدلات الإصابة بالأورام بين الفئران التي تتغذى على الذرة المعدلة وراثيًا والمعالجة بمبيد الأعشاب راوند أب. استنتج العلماء والهيئات التنظيمية لاحقًا أن تصميم الدراسة كان معيبًا، وأن نتائجها لا أساس لها من الصحة، حيث أن كل جزء من الدراسة كان يحتوي على عدد قليل جدًا من الفئران يُعتبر غير كاف للحصول على بيانات مفيدة إحصائيًا، خاصة وأن سلالة الجرذان المستخدمة في الدراسة كانت من سلالة فئران سبراغ داولي التي تطور الأورام بمعدل مرتفع على مدار حياتها.
أثارت الضجة التي أحاطت بنشر المقال الكثير من الانتقادات، حيث وصفها الكاتب العلمي ديكلان بتلر بكونها هجوم إعلامي منظم بإحكام. طلب سيراليني من الصحفيين التوقيع على اتفاقية سرية مقابل الوصول المسبق إلى المقال بعد فرض حظر النشر، ومنعهم من التشاور مع علماء آخرين قبل المؤتمر الصحفي الذي أقامه لإعلان نتائج ما قام به. وأكد سيراليني خلال المؤتمر الصحفي الآثار المحتملة التي توصلت إليها الدراسة، والتي تمثلت في إصابة بعض الفئران بالسرطان بعد التغذي على الذرة المعدلة وراثيا، ونشر خلال المؤتمر صورًا فوتوغرافية لفئران مصابة بأورام كبيرة، وتداولت وسائل الإعلام هذه الصور على نطاق واسع.
وأشارت الجمعية الفرنسية لعلم أمراض السموم إلى أنه نظرًا لوجود مثل هذه الأورام بشكل شائع في الجرذان الأكبر سنًا، فإن تضمين المقالة لتلك الصور من الفئران المعالجة دون إظهار فئران تحكم أيضًا كان أمرًا مضللاً. أصدر سيراليني أيضًا كتابًا وفيلمًا وثائقيًا عن الدراسة بالتزامن مع المؤتمر الصحفي.
بعد انتقادات واسعة النطاق من قبل العلماء، تراجعت مجلة الغذاء وعلم السموم الكيميائية عن نشر المقال في نوفمبر 2013 بعدما تعرضت لانتقادات واسعة من العلماء، وبعد أن رفض مؤلفو الدراسة سحبها. برر رئيس تحرير المجلة مسألة التراجع عن المقال بأن بياناته كانت غير حاسمة واستنتاجاته غير موثوقة. أعيد نشر نسخة معدلة من المقال في يونيو 2014 في مجلة العلوم الطبيعية الأوروبية نشرت خلالها البيانات الأولية للعامة. ذكر الكاتب نثنائيل جونسون أنه لم يتم الإفصاح عن جميع البيانات الأولية في هذه المقالة في الواقع، ولم تجر المجلة أي مراجعة أخرى بل قام المراجعون بالتحقق فقط من أن المحتوى العلمي للورقة لم يتغير.

## خلفية الأحداث
شارك جيل إريك سيراليني أستاذ علم الأحياء الجزيئية في جامعة كان الفرنسية في عام 1999 في تأسيس لجنة البحث والمعلومات المستقلة حول الهندسة الوراثية، والتي تعارض الأغذية المعدلة وراثيًا، وترأس المجلس الاستشاري العلمي للجنة لأنه رأى أن الدراسات حول سلامة الأغذية المعدلة وراثيًا لم تكن كافية.
كان سيراليني قد نشر العديد من الأوراق البحثية الأخرى قبل عام 2012، والتي راجعها علماء آخرون، وخلصت إلى وجود مخاطر صحية على الأطعمة المعدلة وراثيًا. وفي عام 2007 نشر سيراليني واثنان آخران دراسة مولتها منظمة السلام الأخضر،. وخلصت إلى أن سلالة الذرة المعدلة وراثيًا المعروفة باسم مون863 المقاومة لديدان جذر الذرة العصوية التورنجية، والتي طورتها شركة مونسانتو الأمريكية تسببت في ظهور مشاكل صحية في الفئران كان من بينها تغيرات الوزن، وزيادة في مستوى ات الدهون الثلاثية في الإناث، وتغيرات في تكوين البول لدى الذكور، وانخفاض في وظائف الأعضاء أو تلف في الكبد والكلى والغدد الكظرية والقلب ومكونات للدم. خلصت الهيئة الأوروبية لسلامة الغذاء بعد مراجعة نتائج الدراسة إلى أن جميع قيم كيمياء الدم ووزن الأعضاء تقع ضمن النطاق الطبيعي للحيوانات التي خضعت للدراسة، وأن الورقة استخدمت طرقًا إحصائية غير صحيحة. كما انتقدت اللجنة الفرنسية للهندسة الجزيئية الحيوية استنتاجات الدراسة.
نشر مختبر سيراليني في عام 2009 دراسة أخرى أعادت تحليل بيانات السمية لسلالات الذرة المعدلة وراثيا إن كي 603 المقاومة للغليفوسات، ومون 810، ومون 863. وتضمنت البيانات ثلاث دراسات عن تغذية الفئران نشرها علماء شركة مونسانتو حول سلالة الذرة المعدلة وراثيًا مون 810. وخلصت هذه الدراسة إلى أن المحاصيل الثلاثة تسببت في تلف الكبد والكلى والقلب في الفئران. خلصت الهيئة الأوروبية للرقابة المالية إلى أن ادعاءات مؤلفي الدراسة لم تكن مدعومة ببياناتهم، وأن العديد من الانتقادات الإحصائية التي وجهت لدراسة سيراليني التي أجريت في عام 2007 تنطبق على الدراسة التي نشرها سيراليني في عام 2009، وأن الدراسة لم تتضمن أي معلومات جديدة من شأنها تغيير استنتاجات الهيئة.
كما قام المجلس الأعلى الفرنسي للتقنيات الحيوية بمراجعة دراسة سيراليني 2009 وخلص إلى أن الدراسة لا تقدم أي عنصر علمي مقبول يحتمل أن ينسب أي سمية دموية أو كبدية أو كلوية إلى الكائنات المعدلة وراثيًا الثلاثة المعاد تحليلها. شكك المجلس الأعلى الفرنسي للتقنيات الحيوية أيضًا في استقلالية المؤلفين مشيرًا إلى أنه في عام 2010 عرضت الهيئة التي ينتمي إليها المؤلفون مادة من دراسة نمساوية معارضة للكائنات المعدلة وراثيًا عام 2008، والتي اعترف مؤلفو الدراسة في النهاية بأن نتائجها كانت خاطئة. كما خلصت معايير الغذاء في كل من أستراليا ونيوزيلندا إلى أن نتائج دراسة سيراليني التي أجراها في عام 2009 كانت بسبب الصدفة وحدها.
رفع سيراليني في عام 2010 دعوى قضائية ضد مارك فيلوس رئيس الجمعية الفرنسية للتقنيات الحيوية النباتية يتهمه فيها بالتشهير بعد أن انتقد فيلوس بحث سيراليني جزئيًا لأنه ممول من منظمة السلام الأخضر. وحكم القاضي في النهاية بأن التهمة المتعلقة بالتمويل تشهيرية، وحُكم على فيلوس بدفع غرامة مالية بلغت 1000 يورو، وبدفع مبلغ قيمته يورو واحد لصالح سيراليني كتعويض.
خلصت مقالة نشرت عام 2011 لمختبر سيراليني، والتي استعرضت 19 دراسة منشورة عن تغذية الحيوانات، بالإضافة إلى بيانات من دراسات تغذية الحيوانات المقدمة للموافقة التنظيمية، إلى أن الأغذية المعدلة وراثيًا لها تأثيرات على الكبد والكلى مرتبطة بالجنس وبالجرعة، ودعت لفترة أطول والمزيد من اختبارات السموم المفصلة قبل الحصول على الموافقة التنظيمية.
مولت ثلاث منظمات أبحاث سيراليني بشكل رئيسي، وهي تحالف الغذاء المستدام (مجموعة صناعة الأغذية العضوية)، ومنظمة السلام الأخضر، وشركة سيفين فارما، وهي شركة فرنسية لتصنيع علاجات تستخدم في المعالجة المثلية.

## انظر أيَضًا
- قضية بوستاي
- قضية هي جيانكوي [الإنجليزية]
- استرجاع ذرة ستارلينك
- الجدل حول الأغذية المعدلة وراثيا